# Johann Daniel Mangold
Johann Daniel Mangold (* 30. Juni 1799 in Groß-Umstadt im Landkreis Darmstadt-Dieburg; † 14. August 1866 in Witzenhausen) war ein deutscher Tabakfabrikant, Bürgermeister und Mitglied der kurhessischen Ständeversammlung.

## Leben
Johann Daniel Mangold wurde als Sohn des Kammermusikers Johannes Mangold (1761–1826) und dessen Ehefrau Anna Catherine Rivière geboren.
Er gründete die Firma Mangold & Schröder und betätigte sich als Tabakfabrikant in Witzenhausen und wurde Bürgermeister des Ortes.
In den Jahren 1836, 1838, 1855 und von 1860 bis 1865 hatte er ein Mandat für die kurhessische Ständeversammlung. Dort war er in der zweiten Kammer für die Werrastädte im Parlament.
Er hatte am 11. April 1826 in Hannoversch-Münden Katharina Marie Christiane Heinrich (1803–1847) geheiratet, mit der er die Töchter Charlotte (1828–1910, ∞ Carl Matthaei), Elise (1832–1886, ∞ Karl Christian Wolff), Emilie (1836–1905, ∞ Carl Kraefft) und Jeanette (1838–1906, ∞ Wilhelm Hermann Osterheld, Gutsbesitzer) sowie den Sohn Theodor (1835–1909, Weinhändler in Hann.Münden) hatte.